# Raynal
Raynal is een historisch Brits motorfietsmerk.
De bedrijfsnaam was: Raynal Mfg. Co. Ltd., Birmingham.
Raynal kwam rond 1914 op de markt met slechts één model, dat echter wel duur was uitgevoerd. Het had de 269cc-Villiers Mk IV tweetaktmotor, de eerste Villiers met een volledig ingesloten vliegwiel. Bovendien was de machine voorzien van een dure horizontaal en verticaal geveerde voorvork. De machine had een chain-cum-belt aandrijving en een Sturmey-Archer tweeversnellingsbak. Tot 1922 bleef dit het enige model, omdat er tijdens de Eerste Wereldoorlog nauwelijk iets aan ontwikkeling kon worden gedaan. In de jaren na 1922 is er niets over het merk Raynal te vinden. Mogelijk was de productie gestopt of deed men weinig aan adverteren. In 1937 verscheen een autocycle, een gemotoriseerde fiets. Van dit model werden tot 1951, toen de productie eindigde, ongeveer 8.000 exemplaren gebouwd. Raynal produceerde later nog wel fietsen.
Een van de drie directeuren, A.B. Jackson, begon vanaf dat moment motorfietsen te produceren onder zijn eigen merknaam ABJ.